# Nicholas Carew (Politiker, 1635)
Sir Nicholas Carew (getauft 30. Juni 1635; † 9. Januar 1688) war ein englischer Adliger und Politiker, der viermal als Abgeordneter für das House of Commons gewählt wurde.

## Herkunft und Ausbildung
Nicholas Carew war der einzige Sohn von Sir Francis Carew und dessen Frau Susan Romney. Sein Vater gehörte zur Gentry von Surrey und besaß Beddington und andere Besitzungen. Er starb 1649, als Vormund für seinen minderjährigen Sohn hatte er seinen Cousin Carew Raleigh eingesetzt. Carew besuchte die von Thomas Triplett geleitete Schule von Hayes in Middlesex und studierte 1651 am Lincoln College in Oxford.

## Rolle während des Commonwealth
Carews Vater hatte zum Gefolge von König Karl I. gehört, hatte aber nach eigenen Angaben den König 1643 verlassen und nicht an den Kämpfen des Englischen Bürgerkriegs teilgenommen. Sein Vormund Carew Raleigh erinnerte Nicholas Carew angesichts der Behandlung seines Vaters Walter Raleigh sicherlich daran, dass man den Stuart-Königen misstrauen müsse. Am 4. Mai 1656 heiratete Carew Susanna Isham, eine Tochter von Sir Justinian Isham, 2. Baronet aus  Lamport in Northants. Sie brachte eine Mitgift in Höhe von £ 4000 mit in die Ehe. Carew selbst hatte zu diesem Zeitpunkt aus seinem Grundbesitz Einkünfte von jährlich etwa £ 2200, doch kurz danach verkaufte er Grundbesitz mit jährlichen Einkünften von etwa £ 600. 1659 unterstützte er die Revolte von George Booth gegen die Cromwell-Diktatur, woraufhin seine Besitzungen beschlagnahmt wurden. Nach dem Scheitern des Commonwealth wurde Carew im März 1660 zum Beauftragten für die Aufstellung der Miliz und zum Friedensrichter für Surrey ernannt, dazu wurde er im April Hauptmann der Miliz. Im Mai 1660 begleitete er Lord Berkeley nach Den Haag, wo dieser mit vier weiteren Beauftragten dem Königssohn Karl die englische Krone anbot. Dafür wurde Carew vor dem 3. Oktober 1660 zum Ritter geschlagen. Als es Anfang Januar 1661 in London zur Revolte der Fifth Monarchy Men kam, sollte sich Carew mit seiner Miliz zur Niederschlagung des Aufstands in Southwark bereithalten.

## Politiker während der Stuart-Restauration
Bei den Unterhauswahlen 1660 hatte Carew nicht kandidiert, doch er kandidierte bei einer Nachwahl für Gatton, einem unweit von Beddington gelegenen Borough. Dort war der bisherige Abgeordnete William Oldfield ohne volljährige Kinder gestorben, so dass Carew am 29. November 1664 unangefochten gewählt wurde. In dem bis 1678 tagenden sogenannten Cavalier Parliament gehörte Carew zu den aktiven Abgeordneten, der in 188 Ausschüssen vertreten war und von dem über 150 Reden bekannt sind. Dabei war er oft ein Gegner der Hofpartei, die die Regierungen stellte. Bei der Unterhauswahl im Februar 1679 konnte er sich gegen Sir John Thompson, dem Kandidaten der Familie Oldfield, wieder als Abgeordneter für Gatton durchsetzen, und auch im August 1679 wurde er als Abgeordneter für Gatton gewählt. In den beiden Exclusion Parliaments war er nur mäßig aktiv, doch er gehörte zu den führenden Abgeordneten, die die Exclusion Bill durchsetzen wollten. Auch bei der Unterhauswahl 1681 wurde er wiedergewählt, doch aus Protest gegen die Thronfolge von Jakob II. kandidierte er bei der Unterhauswahl 1685 nicht mehr.

## Familie und Nachkommen
Nach seinem Tod Anfang 1688 wurde Carew in Beddington beigesetzt. Aus seiner Ehe mit Susanna Isham hatte er drei Söhne und vier Töchter. Sein Erbe wurde sein ältester Sohn Sir Francis Carew († 1689).